# Великая ложа Гамбурга
Великая ложа Гамбурга (нем. Große Loge von Hamburg) была одной из восьми масонских великих лож, существовавших до 1935 года в германском рейхе. Она была основана в 1811 году, в Гамбурге. На момент основания в неё входили 5 лож: «Авессалом к трём крапивам» (основана в 1737 году), «Св. Георгий к зеленой ели» (1743), «Эммануэль к ландышу» (1774), «Фердинанде Каролине к трём звёздам» (1776), «Фердинанд к скале» (1787).
В 1932 году Великая ложа Гамбурга объединяла 5000 масонов в 56 ложах.
В отличие от других немецких великих лож, Великая ложа Гамбурга не прекратила работу в 1935 году, а переместила свою штаб-квартиру в Вальпараисо, в Чили, и продолжала работать в изгнании. После Второй мировой войны она участвовала в процессе объединения великих лож Германии, однако не смогла восстановиться, как суверенная великая ложа, и по этой причине, в числе других 18 лож, вошла в создаваемую Объединённую великую ложу Германии.

## История
Гамбург явился тем местом, где 6 декабря 1737 года была основана старейшая масонская ложа Германии «Авессалом к трём крапивам». Уже в 1733 году, тогдашний английский великий мастер, граф Стрэтмор и «одиннадцать немецких джентльменов» в Лондоне, получили от Великой ложи Англии патент № 124 на учреждение первой ложи в Гамбурге. Однако, это событие, связанное с «11 джентльменами в Гамбурге», нигде не задокументировано. Самое раннее задокументированное основание ложи датируется 6 декабря 1737 года и записано на французском языке, сообщая о создании так называемой Loge d’Hambourg под руководством Чарльза Сарри (голландского лейтенанта), который к тому моменту уже упоминался в масонских документах в качестве заместителя великого мастера Пруссии и Бранденбурга. Первым мастером стула стал барон Георг Людвиг фон Оберг, который в 1738 году сыграл решающую роль во вступлении наследного принца Фридриха (с 1740 года Фридрих II Великий) в масонство.

В 1740 году Великая ложа Англии основала Провинциальную великую ложу Гамбурга и Нижней Саксонии, великим мастером которой был инсталлирован мастер стула ложи «Гамбург» Луттманн (также: Лютманн). Его ложа была зарегистрирована под отличительным титулом «Гроздь винограда», Бейккерстрит, Гамбург. В 1743 году ложа приняла новый отличительный титул — «Авессалом». 3 января 1765 года великий мастер Провинциальной великой ложи Гамбурга, Готфрид Якоб Яниш, разорвал все связи с Лондоном, распустил все ложи и покинул пост великого мастера. 
 После этого он принял масонскую систему Строгого соблюдения. С этой целью была восстановлена материнская ложа «Авессалом к трём крапивам» с созданной от неё в 1743 году ложей «Св. Георгий к зеленой ели». Однако система Строгого соблюдения была плохо принята масонами и работы лож почти полностью прекратились с 1767 по 1773 годы. После упразднения строгого соблюдения на конвенте в Вильгельмсбаде в 1782 году, изначальный ритуал масонства был возвращён в Гамбург. Вскоре английская провинция Гамбурга была реактивирована под руководством нового великого мастера Грэфа.
Ложами «Авессалом к трём крапивам» и «Св. Георгий к зелёной ели» были основаны до 1811 года следующие ложи: «Эммануэль к ландышу» (1774), «Фердинанде Каролине к трём звёздам» (1776) и «Фердинанд к скале» (1787). Следующим шагом в развитии стал новый ритуал Фридриха Людвига Шрёдера, который до 1800 года полностью переработал ритуал «Древних», а также пересмотрел конституцию Провинциальной великой ложи Гамбурга. В 1808 году в ложах ВПЛГ созрело предложение выйти из прямого подчинения Английской великой ложи. Эта идея была вызвана французской оккупацией Гамбурга. Чтобы предотвратить инсинуации, связанные с Великим востоком Франции, 4 февраля 1811 года, было объявлено о создании Великой ложи Гамбурга. Первым великим мастером ВЛГ стал Йох. Фил. Бекманн, а после него Фридрих Людвиг Шрёдер (1814—1816).

## Благотворительный проект
С 1795 года в Гамбурге работает масонская больница (Kleiner Schäferkamp in Schanzenviertel), которая была построена по планам датского архитектора Акселя Бундсена. В 1893 году Шрёдер и другие масоны подготовили план создания этой первой частной больницы в Гамбурге. Первоначально здание использовалось для размещения женщин-служанок, затем оно было расширено путём строительства второго дома для мужчин-слуг и, наконец, обрело своё назначение — больница для больных всех сословий. В финансировании участвовали не только пять гамбургских лож, но также были получены щедрые пожертвования от граждан и адмиралтейства.
В 1892 году было построено новое здание, которое соответствовало современным гигиеническим требованиям. Во всех немецких войнах, начиная с 1813 года, масонская больница использовалась как военный госпиталь.
После окончания Второй мировой войны, Сенатской канцелярии, как преемнице исторической Великой ложи Гамбурга, было дано разрешение о роспуске Великой ложи Гамбурга (1962). Решение о роспуске было необходимо для Гамбургского сената, исходя из действующего законодательства, хотя, фактически, Великая ложа Гамбурга к тому времени больше не существовала. «Союз Пяти» (объединение 5 старейших лож Гамбурга) сумели себе вернуть права на собственность здания на Велькештрассе 8, а также масонскую больницу.
Само помещение Великой ложи Гамбурга было разрушено нацистами в 1935 году, в качестве мести за ненайденные документы Великой ложи Гамбурга. После войны это место использовалось почтовым отделением в качестве автостоянки. С 1971 года снова появляется помещение, принадлежащее ложам под общим названием «Объединение 5 гамбургских лож».
На первом этаже здания находятся 17 лож, а на верхних этажах — факультеты экономики и социальных наук Гамбургского университета, которые арендуют эти помещения.